# Canton de Nogen-sur-Vernisson
Le canton de Nogen-sur-Vernisson est une ancienne division administrative française du district de Montargis situé dans le département du Loiret.

## Histoire
Le canton est créé le 10 février 1790 sous la Révolution française.
Le canton disparaît en 1801 (9 vendémiaire, an X) sous le Premier Empire ; Changy et Ouruer-des-Champs, Saint-Hilaire-sur-Puiseaux et Varennes sont reversées dans le canton de Lorris ; La Chapelle-sur-Aveyron, Montbouy, Montcresson, Nogent-sur-Vernisson, Pressigny, Sotterre intègrent le canton de Châtillons-sur-Loing.

## Géographie
Le canton de Nogen-sur-Vernisson comprend les dix communes suivantes : Changy, La Chapelle-sur-Averon, Montbouy, Montcresson, Nogen-sur-Vernisson, Ouruer-des-Champs, Pressigny, Saint-Hilaire-sur-Puiseaux, Sotterre et Varennes.